# Cenogmus
Cenogmus es un  género de coleópteros adéfagos de la familia Carabidae.

## Especies
Comprende las siguientes especies:
- Cenogmus castelnaui Csiki, 1932
- Cenogmus interioris (Castelnau, 1867)
- Cenogmus opacipennis (Chaudoir, 1878)